# Adrián Menéndez Maceiras
Adrián Menéndez Maceiras (Marbella, 28 ottobre 1985) è un ex tennista spagnolo.
Giocava in prevalenza nel circuito Challenger e ha vinto diversi tornei in singolare e in doppio. I suoi migliori ranking ATP sono stati il 111º in singolare, raggiunto nel giugno 2015, e il 104º in doppio nel marzo 2012. Il suo miglior risultato in singolare nel circuito maggiore sono stati i quarti di finale raggiunti al torneo New York Open 2018, mentre nelle prove del Grande Slam non è andato oltre il secondo turno disputato agli US Open 2017.

## Statistiche
Aggiornate al termine della carriera.

### Tornei minori

#### Singolare

##### Vittorie (13)
| Legenda tornei minori |
| Challenger (4)        |
| Futures (9)           |

| No. | Data              | Torneo                                     | Superficie  | Avversario              | Punteggio     |
| --- | ----------------- | ------------------------------------------ | ----------- | ----------------------- | ------------- |
| 1.  | 20 marzo 2006     | Portugal F2, Lagos                         | Cemento     | Daniel Muñoz de la Nava | 3–6, 6–4, 6–3 |
| 2.  | 8 gennaio 2007    | Spain F1, Menorca                          | Terra rossa | Javier Genaro Martínez  | 7–6, 3–6, 7–6 |
| 3.  | 19 febbraio 2007  | Spain F7, Cartagena                        | Terra rossa | Gastão Elias            | 3–6, 6–2, 6–4 |
| 4.  | 2 luglio 2007     | Open Diputación, Pozoblanco                | Hard        | Dudi Sela               | 6–4, 0–6, 7–5 |
| 5.  | 23 febbraio 2009  | Spain F7, Terrassa                         | Terra rossa | Georgi Rumenov          | 6–4, 6–3      |
| 6.  | 18 maggio 2009    | Spain F17, Valldoreix                      | Terra rossa | Marc Fornell Mestres    | 6–2, 6–2      |
| 7.  | 13 luglio 2009    | France F12, Saint-Gervais                  | Terra rossa | João Sousa              | 1–6, 6–4, 7–5 |
| 8.  | 27 luglio 2009    | Germany F12, Dortmund                      | Terra rossa | Cedrik-Marcel Stebe     | 7–5, 6–1      |
| 9.  | 5 ottobre 2009    | Spain F34, Cordova                         | Cemento     | Pavol Červenák          | 6–3, 6–3      |
| 10. | 27 settembre 2010 | Spain F35, Martos                          | Cemento     | João Sousa              | 7–5, 7–6      |
| 11. | 2 aprile 2017     | Torneo Internacional Challenger León, León | Cemento     | Roberto Quiroz          | 6–4, 3–6, 6–3 |
| 12. | 21 maggio 2017    | Samarkand Challenger, Samarcanda           | Terra rossa | Aldin Šetkić            | 6–4, 6–2      |
| 13. | 5 maggio 2018     | Puerto Vallarta Open, Puerto Vallarta      | Cemento     | Danilo Petrović         | 1–6, 7–5, 6–3 |

##### Sconfitte in finale (19)
| Legenda tornei minori |
| Challenger (13)       |
| Futures (6)           |

| No. | Data             | Torneo                                              | Superficie  | Avversario           | Punteggio           |
| --- | ---------------- | --------------------------------------------------- | ----------- | -------------------- | ------------------- |
| 1.  | 12 febbraio 2007 | Spain F6, Cartagena                                 | Terra rossa | Matwé Middelkoop     | 5–7, 6–4, 0–6       |
| 2.  | 29 ottobre 2007  | Spain F39, Vilafranca                               | Terra rossa | Marc Fornell Mestres | 4–6, 4–6            |
| 3.  | 14 gennaio 2008  | Miami Challenger, Miami                             | Terra rossa | Éric Prodon          | 4–6, 4–6            |
| 4.  | 21 ottobre 2011  | Spain F36, Cordova                                  | Cemento     | Iván Navarro         | 7–6, 4–6, 6–7       |
| 5.  | 24 ottobre 2011  | France F20, Rodez                                   | Cemento     | David Goffin         | 3–6, 2–6            |
| 6.  | 7 gennaio 2012   | Internationaux de Nouvelle-Calédonie, Nouméa (1)    | Cemento     | Jérémy Chardy        | 4–6, 3–6            |
| 7.  | 14 aprile 2014   | San Luis Potosí Challenger, San Luis Potosí (1)     | Cemento     | Paolo Lorenzi        | 1–6, 3–6            |
| 8.  | 3 agosto 2014    | Open Castilla y León, Segovia (1)                   | Terra rossa | Adrian Mannarino     | 3–6, 0–6            |
| 9.  | 25 ottobre 2014  | Pune Challenger, Pune                               | Cemento     | Yūichi Sugita        | 7–6(1), 4–6, 4–6    |
| 10. | 5 gennaio 2015   | Internationaux de Nouvelle-Calédonie, Nouméa (2)    | Cemento     | Steve Darcis         | 3–6, 2–6            |
| 11. | 6 aprile 2015    | Abierto Internacional Varonil Club Casablanca, León | Cemento     | Austin Krajicek      | 7–6(3), 6(5)–7, 4–6 |
| 12. | 25 ottobre 2015  | Bengaluru Open, Bangalore                           | Cemento     | James Ward           | 2–6, 5–7            |
| 13. | 3 luglio 2016    | Spain F19, Bakio                                    | Cemento     | Ricardo Ojeda Lara   | 2–6, 3–6            |
| 14. | 16 aprile 2017   | San Luis Potosí Challenger, San Luis Potosí (2)     | Cemento     | Andrej Martin        | 5–7, 4–6            |
| 15. | 8 luglio 2918    | Guzzini Challenger, Recanati, Italy                 | Cemento     | Daniel Brands        | 5–7, 3–6            |
| 16. | 5 agosto 2018    | Open Castilla y León, Segovia (2)                   | Cemento     | Ugo Humbert          | 3–6, 4–6            |
| 17. | 21 aprile 2019   | San Luis Potosí Challenger, San Luis Potosí (3)     | Terra rossa | Marc-Andrea Hüsler   | 5–7, 6(3)–7         |
| 18. | 4 luglio 2021    | ITF M25 Bakio                                       | Cemento     | Hugo Grenier         | 0–6, 1–6            |
| 19. | 1º maggio 2022   | Morelos Open, Cuernavaca                            | Cemento     | Jay Clarke           | 1–6, 6–4, 6(5)–7    |

#### Doppio

##### Vittorie (17)
| Legenda tornei minori |
| Challenger (13)       |
| Futures (4)           |

| N.  | Data             | Torneo                                      | Superficie  | Compagno                | Avversari in finale                        | Punteggio           |
| 1.  | 14 gennaio 2007  | Spain F1, Menorca                           | Terra rossa | Guillem Burniol         | Jordi Marsé-Vidri Juan Albert Viloca       | 6–3, 7–6(4)         |
| 2.  | 24 maggio 2009   | Spain F17, Valldoreix                       | Terra rossa | Georgi Rumenov Payakov  | Agustín Boje-Ordóñez Marc Fornell Mestres  | 4–6, 6–4, [10–8]    |
| 3.  | 13 giugno 2009   | Spain F20, La Palma                         | Cemento     | Gerard Granollers Pujol | Javier Martí Andoni Vivanco-Guzmán         | 6–4, 6–2            |
| 4.  | 27 giugno 2009   | Spain F21, Puerto de la Cruz                | Sintetico   | Agustín Boje-Ordóñez    | Nikolai Nesterov Andoni Vivanco-Guzmán     | 6–2, 6–4            |
| 5.  | 26 febbraio 2011 | Morocco Tennis Tour, Casablanca             | Terra rossa | Guillermo Alcaide       | Leonardo Tavares Simone Vagnozzi           | 6–2, 6–1            |
| 6.  | 4 giugno 2011    | Czech Open, Prostějov                       | Terra rossa | Sergei Bubka            | David Marrero Rubén Ramírez Hidalgo        | 7–5, 6–2            |
| 7.  | 18 giugno 2011   | Aspria Tennis Cup, Milano                   | Terra rossa | Simone Vagnozzi         | Andrea Arnaboldi Leonardo Tavares          | 0–6, 6–3, [10–5]    |
| 8.  | 25 febbraio 2012 | Morocco Tennis Tour, Meknes                 | Terra rossa | Jaroslav Pospíšil       | Gerard Granollers Pujol Iván Navarro       | 6–3, 3–6, [10–8]    |
| 9.  | 30 marzo 2013    | San Luis Potosí Challenger, San Luis Potosí | Terra rossa | Marin Draganja          | Marco Chiudinelli Peter Gojowczyk          | 6–4, 6–3            |
| 10. | 3 maggio 2014    | Ostrava Open Challenger, Ostrava            | Terra rossa | Andrej Kuznecov         | Alessandro Motti Matteo Viola              | 4–6, 6–3, [10–8]    |
| 11. | 18 ottobre 2014  | Indore Open ATP Challenger, Indore          | Cemento     | Oleksandr Nedovjesov    | Yuki Bhambri Divij Sharan                  | 2–6, 6–4, [10–3]    |
| 12. | 9 maggio 2015    | Karshi Challenger, Karshi                   | Cemento     | Yuki Bhambri            | Sergey Betov Michail Elgin                 | 5–7, 6–3, [10–8]    |
| 13. | 30 ottobre 2015  | Pune Challenger, Pune                       | Cemento     | Gerard Granollers Pujol | Maximilian Neuchrist Divij Sharan          | 3–6, 7–6(4), [10–8] |
| 14. | 5 agosto 2017    | Open Castilla y León, Segovia               | Cemento     | Serhij Stachovs'kyj     | Roberto Ortega Olmedo David Vega Hernández | 4–6, 6–3, [10–7]    |
| 15. | 9 novembre 2019  | Knoxville Challenger, Knoxville             | Cemento (i) | Hans Hach Verdugo       | Bradley Klahn Sem Verbeek                  | 7–6(6), 4–6, [10–5] |
| 16. | 30 aprile 2022   | Morelos Open, Cuernavaca                    | Cemento     | JC Aragone              | Nicolás Mejía Roberto Quiroz               | 7–6(4), 6–2         |
| 17. | 2 luglio 2022    | Cali Open, Cali                             | Terra rossa | Malek Jaziri            | Keegan Smith Evan Zhu                      | 7–5, 6–4            |

##### Sconfitte (19)
| Legenda tornei minori |
| Challenger (17)       |
| Futures (2)           |

| N.  | Data              | Torneo                                                   | Superficie   | Compagno                | Avversari in finale                           | Punteggio            |
| 1.  | 26 maggio 2007    | Spain F19, Valldoreix                                    | Terra rossa  | Frederico Marques       | David Cañudas-Fernández Carlos Rexach-Itoiz   | 4–6, 4–6             |
| 2.  | 3 ottobre 2009    | Spain F33, Martos                                        | Cemento      | José Checa-Calvo        | Abraham González-Jiménez Carlos Rexach-Itoiz  | 4–6, 2–6             |
| 3.  | 16 aprile 2011    | Aberto Santa Catarina De Tenis, Blumenau                 | Terra rossa  | Leonardo Tavares        | Franco Ferreiro André Sá                      | 2–6, 6–3, [4–10]     |
| 4.  | 23 luglio 2011    | Penza Cup, Penza                                         | Cemento      | Sergei Bubka            | Arnau Brugués Davi Malek Jaziri               | 7–6(6), 2–6, [8–10]  |
| 5.  | 10 settembre 2011 | Copa Sevilla, Siviglia                                   | Terra gialla | Gerard Granollers Pujol | Daniel Muñoz de la Nava Rubén Ramírez Hidalgo | 4–6, 7–6(4), [11–13] |
| 6.  | 11 maggio 2012    | Garden Open, Roma                                        | Terra rossa  | Walter Trusendi         | Jamie Delgado Ken Skupski                     | 1–6, 4–6             |
| 7.  | 15 settembre 2012 | Istanbul Challenger, Istanbul                            | Cemento      | John Peers              | Karol Beck Lukáš Dlouhý                       | 6–3, 2–6, [6–10]     |
| 8.  | 14 settembre 2013 | Istanbul Challenger, Istanbul                            | Cemento      | James Cluskey           | Jamie Delgado Jordan Kerr                     | 3–6, 2–6             |
| 9.  | 19 ottobre 2013   | Internationaux de Tennis de Vendée, Mouilleron-le-Captif | Cemento (i)  | Henri Kontinen          | Fabrice Martin Hugo Nys                       | 6–3, 3–6, [8–10]     |
| 10. | 18 aprile 2014    | San Luis Potosí Challenger, San Luis Potosí              | Terra rossa  | Agustín Velotti         | Kevin King Juan Carlos Spir                   | 3–6, 4–6             |
| 11. | 7 giugno 2014     | Franken Challenge, Fürth                                 | Terra rossa  | Rubén Ramírez Hidalgo   | Gerard Granollers Pujol Jordi Samper Montaña  | 6(1)–7, 2–6          |
| 12. | 23 luglio 2016    | Guzzini Challenger, Recanati                             | Cemento      | Ruben Bemelmans         | Kevin Krawietz Albano Olivetti                | 3–6, 6(4)–7          |
| 13. | 6 gennaio 2017    | Internationaux de Nouvelle-Calédonie, Nouméa             | Cemento      | Stefano Napolitano      | Quentin Halys Tristan Lamasine                | 6(9)–7, 1–6          |
| 14. | 7 aprile 2017     | Panama Challenger, Città di Panama                       | Terra rossa  | Kevin Krawietz          | Sergio Galdós Caio Zampieri                   | 6–1, 6(5)–7, [7–10]  |
| 15. | 14 aprile 2017    | San Luis Potosí Challenger, San Luis Potosí              | Terra rossa  | Hans Hach Verdugo       | Roberto Quiroz Caio Zampieri                  | 4–6, 2–6             |
| 16. | 12 maggio 2017    | Karshi Challenger, Karshi                                | Cemento      | Kevin Krawietz          | Denys Molčanov Serhij Stachovs'kyj            | 4–6, 6(7)–7          |
| 17. | 17 novembre 2017  | Pune Challenger, Pune                                    | Cemento      | Pedro Martínez          | Tomislav Brkić Ante Pavić                     | 1–6, 6(5)–7          |
| 18  | 19 giugno 2021    | Almaty Challenger, Almaty                                | Terra rossa  | Corentin Denolly        | Vladyslav Manafov Vitaliy Sachko              | 1–6, 4–6             |
| 19. | 18 settembre 2021 | Quito Challenger, Quito                                  | Terra rossa  | Mario Vilella Martínez  | Alejandro Gómez Thiago Agustín Tirante        | 5–7, 7–6(5), [8–10]  |